# Donovan Mitchell

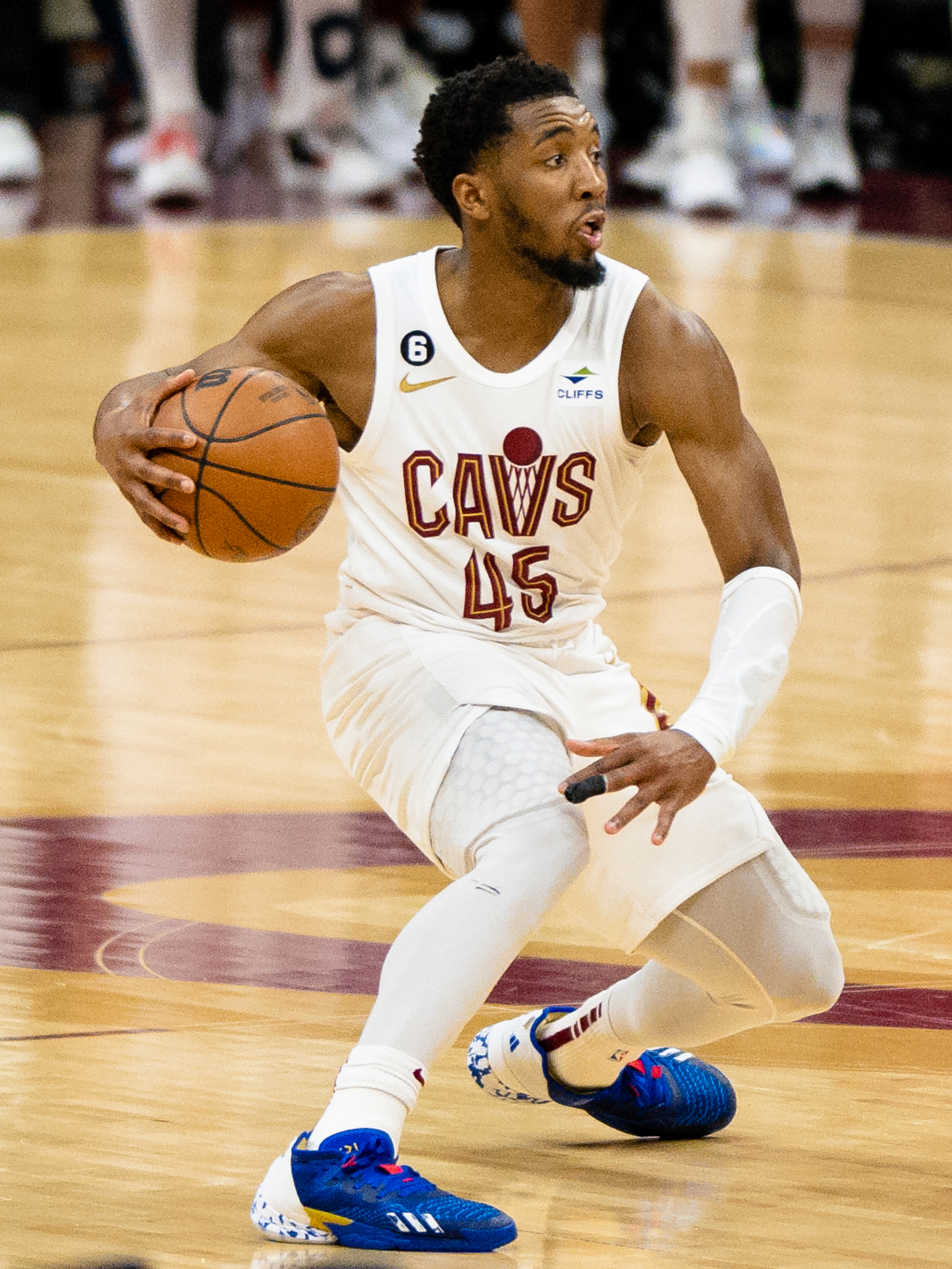
Donovan Mitchell, 2023.

Donovan Mitchell Jr., född 7 september 1996 i Elmsford i New York, är en amerikansk professionell basketspelare (SG/PG) som spelar för Cleveland Cavaliers i National Basketball Association (NBA). Han har tidigare spelat för Utah Jazz.
Mitchell draftades av Denver Nuggets i första rundan i 2017 års draft som 13:e spelare totalt.
Innan han blev proffs studerade Mitchell vid University of Louisville och spelade för deras idrottsförening Louisville Cardinals.